# Joaquín Lavín
Joaquín José Lavín Infante (Santiago, 23 de octubre de 1953) es un economista, académico y político chileno, militante del partido Unión Demócrata Independiente (UDI).
Ejerció como alcalde de la comuna de Las Condes en los periodos 1992-1999 y 2016-2021, y de Santiago en el periodo 2000-2004. Durante el primer gobierno de Sebastián Piñera, ejerció como ministro de Educación, ministro de Planificación, y luego de un cambio legal en dicha cartera, como ministro de Desarrollo Social, siendo la primera persona en ocupar ese cargo.
Se postuló a la presidencia de Chile en 1999, perdiendo con el 47,51 % de los votos frente a Ricardo Lagos en segunda vuelta. Fue uno de los dos candidatos de la coalición Alianza por Chile (junto con Sebastián Piñera) a presidente en 2005, sin conseguir pasar a segunda vuelta, siendo superado por su compañero de alianza.
Miembro supernumerario del Opus Dei, está casado con la exconcejala por la comuna de Santiago, María Estela León Ruiz, con quien tiene siete hijos. Es uno de los fundadores de la Universidad del Desarrollo (UDD), de la cual fue uno de los propietarios hasta verse obligado a vender su participación al ser nombrado ministro de Educación.

## Vida personal
Nacido en Santiago de Chile, es el hijo mayor del matrimonio formado por Joaquín Lavín Pradenas y Carmen Infante Vial. Su padre es latifundista, propietario de al menos 500 hectáreas, lo que le acercaría más bien a la categoría de propietario rural. Estudió su enseñanza media en los Padres Franceses de Santiago.
Es ingeniero comercial de la Pontificia Universidad Católica de Chile (PUC) y tiene un máster en economía de la Universidad de Chicago. Así, formó parte de los Chicago Boys, un grupo de estudiantes de la PUC que se formaron en Chicago bajo la tutela de Milton Friedman, aplicando sus enseñanzas en Chile durante los años 1970 y 1980 amparados por la dictadura militar de Augusto Pinochet. También estudió periodismo en la Universidad de Chile, sin llegar a terminar la carrera, durante los meses previos al golpe de Estado de 1973, tras el cual se cerró la escuela. Cuando tenía 26 años fue nombrado Decano de la Facultad de Economía de la Universidad de Concepción. También fue editor de Economía y Negocios del diario El Mercurio. Está casado desde el 18 de septiembre de 1976 con María Estela León Ruíz (hija del exmilitante de Patria y Libertad Alberto León Fuentes y Maruja Ruíz Izurieta), con quien tiene siete hijos: María Estela, Joaquín (diputado, casado con Cathy Barriga), Asunción, Paulina, Juan Pablo, María Jesús y José Tomás.
Lavín es además miembro supernumerario del Opus Dei.

## Vida política

### Inicios
Su vocación por la política fue precoz desde su juventud, así como sus inclinaciones religiosas. Inició en el ámbito político a fines de los 60′, cuando se integró al grupo religioso-político ultraconservador y ultracatólico de extrema derecha «Fiducia», liderado por Maximiano Griffin; tras el golpe de 1973, dejó la organización junto a otros jóvenes conservadores gremialistas para así hacer ingresó al gremialismo liderado por Jaime Guzmán.

### Dictadura militar

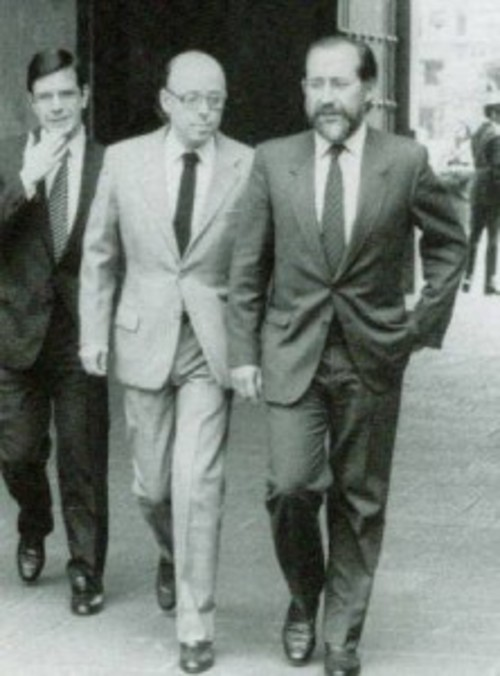
Los dirigentes de la UDI a principios de la década de 1990. De izquierda a derecha: Joaquín Lavín, Jaime Guzmán y Jovino Novoa.

Durante la dictadura militar de Augusto Pinochet y con sólo 26 años, fue designado decano de la Facultad de Ciencias Económicas y Administrativas de la Universidad de Concepción. Joaquín Lavín escribió el libro llamado “Una Revolución Silenciosa” en apoyo al sistema económico de Augusto Pinochet. Trabajó junto a Hernán Büchi (posteriormente candidato a la presidencia en 1989) aplicando en el país un modelo económico de Libre mercado y neoliberal implantado por los llamados Chicago Boys.
En julio de 1977 participó en el simbólico encuentro organizado por el Frente Juvenil de Unidad Nacional en la cima del Cerro Chacarillas, para celebrar el día de la juventud, en el cual el general Augusto Pinochet, gobernante de facto del país, pronunciaría un discurso en el que delinearía la nueva institucionalidad que regiría el Estado en los siguientes años.
Posteriormente al retorno a la democracia y militando en el partido de derecha Unión Demócrata Independiente, en las elecciones parlamentarias de 1989 se presenta como candidato a diputado por el distrito 23 pero pierde, siendo superado por Eliana Caraball de la Democracia Cristiana.

### Alcalde de Las Condes y primera candidatura presidencial
En 1992 fue elegido alcalde de Las Condes, una comuna del sector oriente de Santiago, con un 31,06 % de los sufragios. En 1996 fue reelecto con un 78,50 %, convirtiéndolo en una de las mayorías nacionales y derrotando a la entonces desconocida candidata a concejal Michelle Bachelet. Como alcalde de Las Condes realizó numerosos programas e iniciativas, incorporando un cambio de gestión en la administración pública tradicional. En 1999 renunció a su cargo para postularse como presidente de Chile.[cita requerida]

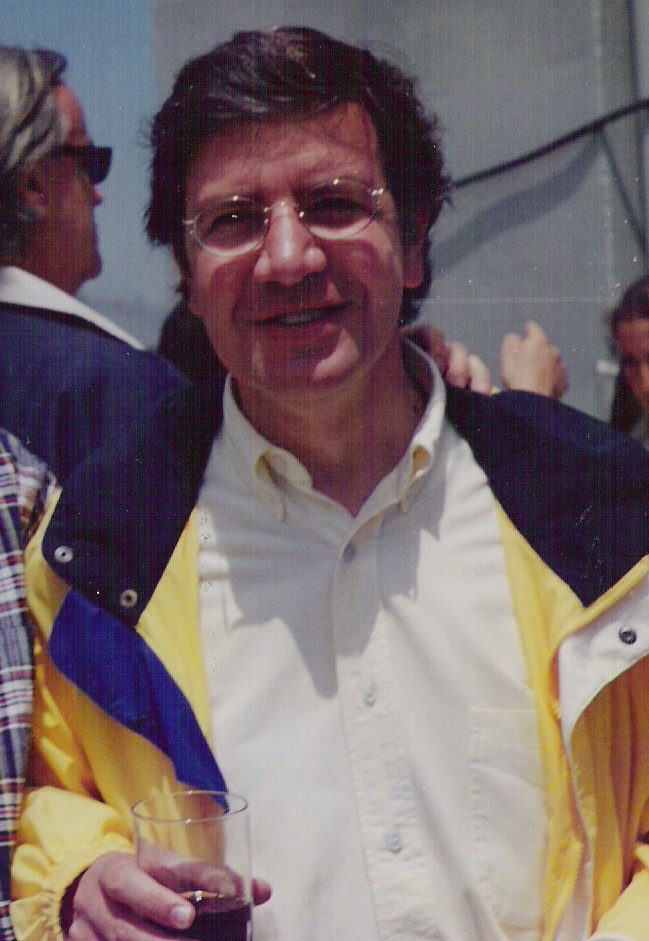
Joaquín Lavín en campaña (1999).

A través del tiempo la imagen pública de Lavín a nivel nacional aumentó, consolidándose así como candidato a la presidencia de la oposición a la gobernante Concertación de Partidos por la Democracia. Bajo el lema "Viva el cambio", hacía un llamado a los votantes a no votar por la coalición, que en ese entonces estaba en el gobierno, afirmando que esta, durante los diez años que llevaba en el poder, no había solucionado los «problemas reales de la gente», como les denominó a asuntos tales como el desempleo, la pobreza, la delincuencia, la educación y la salud.
En una reñida votación en primera vuelta, fue superado por apenas 31 mil votos (un voto por mesa) por Ricardo Lagos, el candidato de la Concertación, obteniendo el 47,51 % frente al 47,96 % de este. En la segunda vuelta, en enero de 2000, Lagos es elegido nuevo presidente del país, al obtener un 51,31 % (3.683.158 votos) frente al 48,69 % de Lavín (3.495.569 votos).

### Alcalde de Santiago y segunda candidatura presidencial
En octubre de 2000, se postuló como alcalde de la comuna de Santiago, la principal comuna de la ciudad del mismo nombre, ubicada en el centro de la misma y donde se emplaza el Palacio de La Moneda, y varias reparticiones públicas. Con el 61 % de los votos venció a Marta Larraechea, esposa del expresidente Eduardo Frei Ruiz-Tagle.
Durante el tiempo de Lavín como presidenciable entre 2000 y 2006 se conocieron a sus colaboradores más cercanos como "los samuráis de Lavín" o simplemente "samuráis" siendo algunos de estos Andrés Allamand, Cristián Larroulet, Gonzalo Cordero, Manfredo Mayol y Pablo Longueira.
En octubre de 2004, no se repostula como alcalde para prepararse para su segunda campaña presidencial de 2005 como candidato único de la Alianza por Chile (UDI y RN), y hace una dura campaña política, para dejar en el cargo de alcalde, al también ingeniero y conductor de televisión Raúl Alcaíno (independiente pero alineado con la UDI), el cual finalmente gana la elección luego de una dura batalla contra el candidato de la Concertación, Jorge Schaulsohn, del PPD.

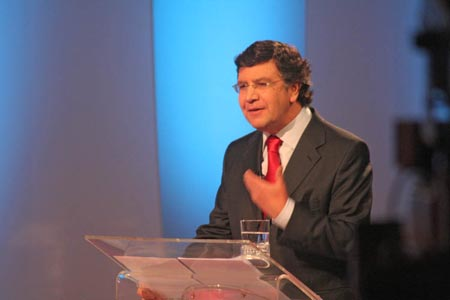
Lavín en un debate televisado de Canal 13 y CNN en Español.

Sin embargo, en mayo de 2005 su candidatura a la presidencia en 2006 sufrió un revés, al proclamar Renovación Nacional (el otro miembro de Alianza por Chile) a Sebastián Piñera como candidato a la presidencia y posteriormente negarse aquel a participar en una primaria propuesta por Joaquín Lavín para elegir un candidato único de la Alianza por Chile. Con su lema "Te toca a ti", y posteriormente "Alas para todos" intentó por segunda vez llegar a la presidencia. 
Según las encuestas Gémines y CERC de octubre de 2005, Lavín y Piñera estaban en un empate técnico (es decir, el margen de error es mayor que la diferencia entre sus porcentajes). Finalmente, sería Sebastián Piñera el que se enfrente a Michelle Bachelet, candidata oficialista, al no obtener ningún candidato la mayoría absoluta de los votos emitidos, repitiendo el escenario de 1999. Tras reconocer su derrota tras la entrega del segundo escrutinio, anuncia que se unirá a la campaña de Sebastián Piñera para que la Alianza obtenga la presidencia.

### Candidatura senatorial y Ministro de Piñera
Tras la derrota, se aleja temporalmente de la política y retoma activamente sus clases de profesor en la Universidad del Desarrollo, participando sin embargo en tópicos políticos como comentarios u opiniones acerca de la contingencia actual. En octubre de 2007 Joaquín Lavín se declaró "bacheletista-aliancista", denominación severamente criticada por su conglomerado aunque muy halagado por personeros de la Concertación, debido a que integra el consejo asesor para la equidad social del gobierno.
Para las elecciones parlamentarias de diciembre de 2009, se postula para el puesto de senador por la Valparaíso Costa, siendo derrotado por Francisco Chahuán.
El 9 de febrero de 2010 fue nombrado ministro de Educación del gobierno de Sebastián Piñera, cargo que asumió el 11 de marzo de ese año. Luego, en el segundo cambio de gabinete, dejó dicho ministerio y asumió en el Ministerio de Planificación. El 13 de octubre de 2011, debido a un cambio legal que amplió las facultades de su cartera, su ministerio paso a denominarse Ministerio de Desarrollo Social; reemplazando al Ministerio de Planificación (MIDEPLAN).

### De vuelta a Las Condes (2016-2021)
En las elecciones municipales realizadas el 23 de octubre de 2016, fue elegido alcalde por la comuna de Las Condes. Logrando el 78,67 % de los votos de la comuna, siendo uno de los alcaldes con mayor porcentaje de votos del país. Desde su llegada a la alcaldía, Lavín ha tenido una gran cobertura por parte de los medios de comunicación, debido a sus propuestas tanto inéditas como polémicas. 
Una de sus primeras propuestas y que generó polémica, fue la entrega de gas pimienta, esposas, chaleco antibalas y bastones retráctiles a 118 guardias municipales, a fin de que tuvieran las capacidades mínimas para retener a los delincuentes, mientras esperan la llegada de carabineros. Esto se debe a que a palabras del alcalde, el 70 % de los delitos son detenidos por ellos. Lavín recalcó que con ello, también se iba a prohibir la presencia de limpia vidrios, ya que se habían presentado constante denuncias de agresiones y robo de vehículos. La medida fue criticada desde el comienzo por el Intendente de Santiago Claudio Orrego, quién afirmaba que la Constitución establece que únicamente los policías deben combatir contra el crimen, y que no debe de darles más atribuciones a los guardias municipales. A pesar de las críticas, el proyecto fue puesto en marcha el 1 de marzo de 2017.
Posteriormente, el 15 de abril de 2017, Lavín pone en práctica el uso de drones con parlantes, cuyo objetivo es vigilar las calles y espacios públicos, y eviten delitos, infracciones o conducta de riesgo. Para ello, Lavín subió un video en redes sociales, en donde hacen uso de uno de los drones, y llaman la atención de un civil que estaba bebiendo alcohol en una plaza. Durante la explicación de su uso, se afirmó que los drones serían manejados por la Brigada de Vigilancia Aero Municipal (conformado con personal con certificado en la Dirección General de Aeronáutica Civil), y que se iban a usar únicamente en espacios públicos, y no en zonas residenciales o privadas. A pesar de ello, la ONG Derechos Digitales presentó un recurso de protección en contra del municipio de Las Condes, por el hecho de que los drones podrían afectar la vida privada e intimidad de los habitantes de la comuna y que su uso transgredió la normativa DAN 151 de la Dirección General de Aeronáutica Civil, pero Lavín se defendió ante esta demanda, declarando de que el uso de drones es apoyado por la gente, y que gracias a ellos se ha podido desarticular bandas criminales. Tras meses de investigación, el lunes 21 de agosto de 2017, la Corte de Apelaciones de Santiago rechazó el recurso de protección de forma unánime, en la que se ''descartó actuar arbitrario en el sistema de vigilancia establecido en la comuna''. La sentencia fue confirmada por la Corte Suprema el 12 de diciembre de 2017, quien además respaldó el uso de los drones, considerando que ha podido reducir la delincuencia en espacios públicos.
El 14 de enero de 2018, Lavín propuso la creación del primer museo de figuras de cera del país, que se va a instalar en el Pueblito de Los Domínicos en su comuna, en la que contará con más de 50 figuras célebres del país en todas las ramas. Su construcción fue aprobada por el Consejo Municipal con un costo de $500 millones de pesos.
En abril de 2018, Lavín aprueba una ordenanza municipal en la que sanciona con multas el acoso callejero en Las Condes, medida que había sido establecida anteriormente en la comuna de Recoleta, bajo la alcaldía de Daniel Jadue. Quienes transgredan esta ordenanza mediante comentarios obscenos u agresiones de connotación sexual hacia otra persona, el responsable pagará una multa de entre 2 a 5 UTM, dependiendo de la situación.  A pesar de las opiniones divididas ante este tema en redes sociales, Lavín afirma que con esto se busca otorgar mayor seguridad a la ciudadanía, y evitar que sean víctimas de cualquier comentario de mal gusto y derivado de lo sexual (especialmente hacia las mujeres, quienes han sido las principales víctimas). Durante la medida, se instalaron numerosos carteles en numerosas obras de construcción de la ciudad, en la que dicen que están en contra del acoso callejero.
En mayo de 2018, Lavín ordenó la equidad de sueldos entre hombres y mujeres en la Municipalidad de Las Condes, en donde anunció que algunas trabajadoras recibirán un aumento de entre el 25 % y 30 % de sus salarios por las mismas capacitaciones, nivel y horas de trabajo que tenían junto con los hombres.
En julio de 2018, Joaquín Lavín establece la construcción de una vivienda social destinada a familias vulnerables de la comuna (entre ellos familias con hijos con enfermedades severas), y cuya infraestructura ofrece una mejor calidad de vida hacia estas familias. Sin embargo, esta medida fue muy criticada por parte de los habitantes de Las Condes, quienes se manifestaron mediante un ''cacerolazo'' en el frontis de la Municipalidad, quienes afirmaban que con ese edificio iba a bajar la plusvalía de los otros edificios, que iban a traer a gente vinculada con la delincuencia y otras afirmaciones de carácter muy prejuiciosa. Esta manifestación fue rechazada a nivel nacional, tanto por el mundo político como por parte de la opinión pública, acusando a los manifestantes de clasistas y discriminadores, y que el propio Lavín afirmó que la manifestación tenía gran ausencia de argumentos y bajo conceptos erróneos, y que debía ponerse fin a la segregación social que durante tantas décadas ha habido en Chile. A pesar de ello, la medida fue bien recibida a nivel nacional, más el apoyo del Ministro de Vivienda y Urbanismo Cristián Monckeberg, y numerosos alcaldes y parlamentarios de diversas tendencias políticas.

### Tercera candidatura presidencial
El día 6 de enero de 2021, el alcalde Joaquín Lavín anunció que no buscaría su reelección como alcalde de Las Condes, lo anunció en su cuenta de Twitter. A la tarde convocó a un punto de prensa donde anunció que estaba dispuesto a asumir el desafío presidencial.
“Hay momentos en la vida en que hay que jugársela con todo y correr todos los riesgos. Y siento que este es para mí uno de esos momentos. Por eso hoy inicio un nuevo camino. Quiero jugármela por sanar Chile, por unir Chile, por integrar Chile. Quiero poner en esto todas mis energías. Quiero liderar este nuevo ciclo, este cambio que nos va a llevar a que Chile pase a una distinta y mejor para todos”.
En marzo, Lavín, tras asegurar que lo peor de la pandemia en economía ya estaba pasando, propuso que se sacara dinero de la AFC (Administradora de Fondo de Cesantía) en vez de un tercer retiro de la AFP (Pensiones). En su propuesta Lavín asegura que hay 12.000 millones y que cada chileno podría sacar mínimo 400 mil pesos con un tope de 1 millón. Esta propuesta fue acercada al ministro de hacienda y entró en debate en la Cámara de Diputados impulsada por los diputados que responden al alcalde.
El 21 de junio y el 5 de julio, Lavín se presentó en los debates junto a sus contrincantes de las Primarias presidenciales de Chile Vamos de 2021 hablando de algunas de sus propuestas. En el primer debate, Crisis económica, seguridad ciudadana, gobernabilidad de la centroderecha, la pandemia, vivienda y agua fueron algunos de los temas que se discutieron durante en esta primera instancia y en el segundo debate Aborto libre y equidad de género, Conflicto Mapuche en la Araucanía, Caso de los presos de octubre de 2019, Sobre los Impuestos y Mensaje final de cada candidato fueron los temas.

## Gestión ministerial

### Ministerio de Educación

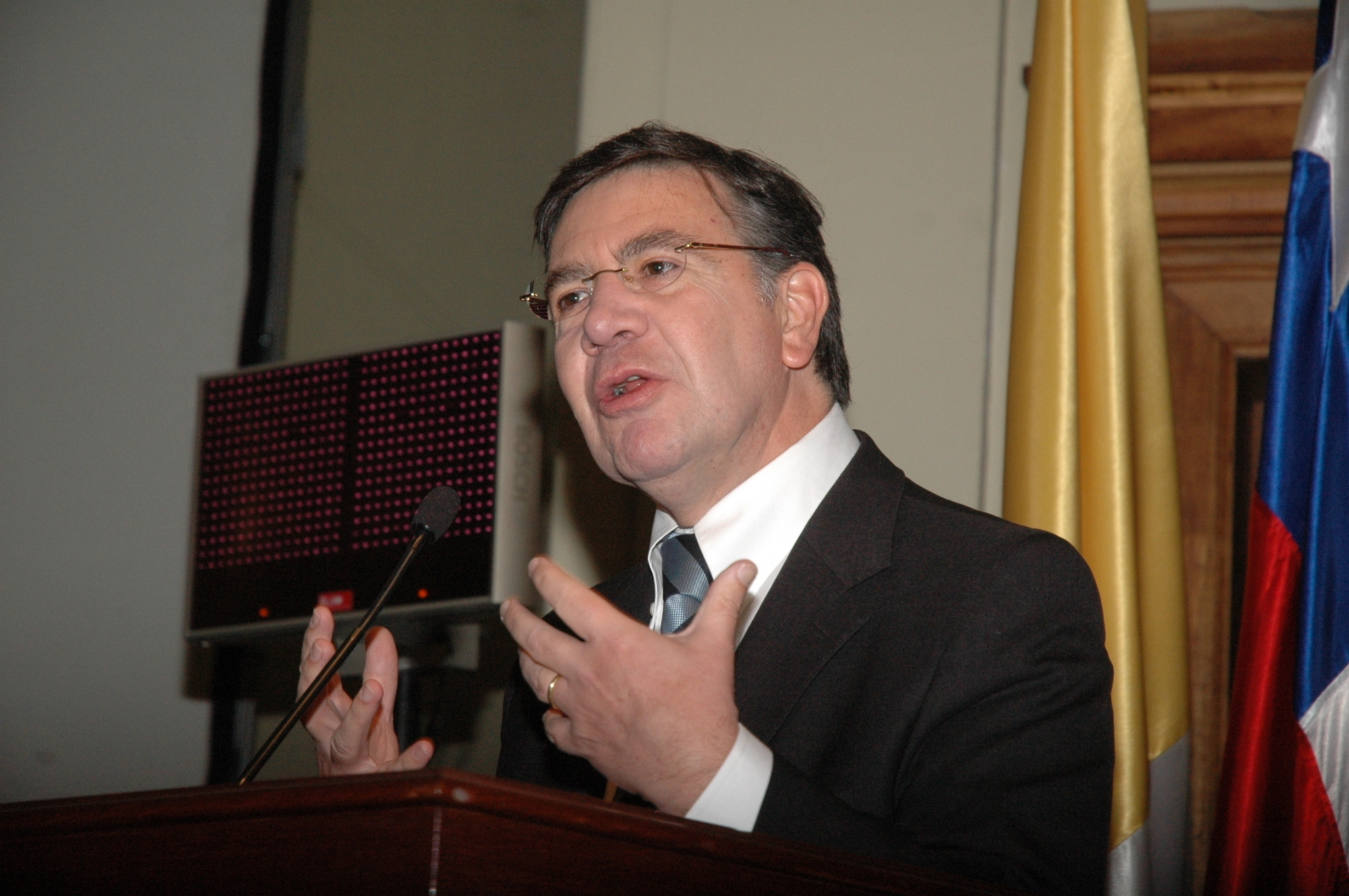
Joaquín Lavín como ministro de Educación.

A pocos días de iniciado el nuevo mandato, Piñera le da un plazo hasta el 26 de abril a Lavín para que los 1 250 000 estudiantes que quedaron sin clases por el terremoto volvieran a sus escuelas. Esta meta fue cumplida.
Al inicio de su gestión, comenzaron despidos al interior del Ministerio de Educación, lo que provocó diversos enfrentamientos entre el ministro, la ANEF e incluso la CONFECH. El Colegio de Profesores también antagonizó con Lavín debido a que este se negó a suspender la evaluación Simce y la evaluación docente. 
A principios de junio de 2010, la Concertación y el Partido Comunista, a raíz de los numerosos despidos en el Ministerio de Educación, amenazaron con levantar una acusación constitucional en contra de Lavín, mientras este permanecía firme en su decisión en los despidos.
Mientras, en el área netamente de educación, el déficit en los niños chilenos alcanza cifras alarmantes. Para mejorar la calidad de la educación, anunció una serie de medidas, como el aumento a un 20 % en la subvención escolar preferencial.
Durante su gestión se anunciaron 3 nuevas pruebas Simce, dos de los cuales se tomaron durante el año 2010: los Simce de inglés y de educación física. El tercero es el llamado "Simce TIC" que se tomó por primera vez durante 2011.
Otra de las medidas implementadas fue el envío a los padres de información de los resultados en el Simce de los colegios de sus hijos, para lo cual se crearon "semáforos" y así facilitar la comprensión de los resultados. Esta medida produjo mucha controversia por parte de sectores que se sintieron "estigmatizados".
Para diciembre de ese año, Lavín anunció una reforma educacional que pretendía reforzar los subsectores de Matemáticas y Lenguaje, por medio del aumento de horas semanales de estos, para así ayudar al aumento de los resultados en el Simce y la PSU. Sin embargo, para llevar a cabo este proyecto, anunció el recorte de las horas de Historia de 4 a 3 semanales, lo que generó un fuerte rechazo en un sector de los profesores, además de las Facultades de Historia de diversas universidades, y de la Concertación y el Partido Comunista. A pesar de ello, siguió siendo el segundo ministro mejor evaluado, según lo mostrado por varias encuestas. La medida finalmente se revocó.
Tras la rendición de la PSU 2010, Lavín anunció la pérdida de $700 millones de pesos (aproximadamente 1,2 millones de dólares de la época) para el Estado, debido a la inasistencia del 12 % de los inscritos.

#### Reforma a la educación escolar
Uno de los proyectos de ley que impulsó fue llamado por él la "Gran Reforma a la Educación Escolar", que contemplaba varios aspectos:
- Becas para postulantes a estudiar pedagogía con buenos puntajes.
- Modificaciones al estatuto docente, con la posibilidad de despedir al 5 % de los profesores de peor desempeño.
- Potenciamiento del rol del director. Mayores atribuciones y aumento de sueldo.
- Aumento de asignación de excelencia para profesores (AEP).
- Incentivo al retiro a profesores mayores, junto con fondos adicionales a municipalidades para financiarlo.
- Bono para profesores retirados de bajas pensiones (para compensar la Deuda Histórica).

El proyecto tuvo el rechazo del Colegio de Profesores pero finalmente fue aprobada transformándose en ley a principios de 2011.
Además durante su gestión se aprobó el proyecto de la Ley de Aseguramiento de la Calidad de la Educación (Ley N°20.129), el que se había gestado de un acuerdo político durante el gobierno de Michelle Bachelet y que creaba la Agencia de Calidad y la Superintendencia de Educación.

#### Conflicto estudiantil de 2011
El conflicto estudiantil de 2011 corresponde a una serie de manifestaciones realizadas a nivel nacional por estudiantes universitarios y secundarios chilenos que se iniciaron durante el primer semestre de 2011. Se han llegado a considerar como las más importantes de los últimos años, incluso, comparándolas con las movilizaciones de 2006, alcanzando en junio de 2011 protestas de más de 400 mil manifestantes, entre profesores y estudiantes, a lo largo de todo el país.
Las primeras movilizaciones nacionales fueron convocadas por la Confederación de Estudiantes de Chile (CONFECH), organismo que agrupa a las federaciones de estudiantes de las universidades que integran el Consejo de Rectores de las Universidades Chilenas —conocidas como "tradicionales"— a mediados de mayo de 2011. Los principales voceros del movimiento universitario fueron Camila Vallejo, presidenta de la Federación de Estudiantes de la Universidad de Chile (FECh) y Giorgio Jackson, presidente de la Federación de Estudiantes de la Universidad Católica de Chile (FEUC).
A Joaquín Lavín los dirigentes estudiantiles no lo aceptaban como interlocutor válido por sus intereses en la Universidad del Desarrollo, que dejó antes de asumir como ministro. Ya que en varias protestas se pedía su renuncia.
También se dijo que era insuficiente el GANE (Gran Acuerdo Nacional por la Educación) y el FE (Fondo Educacional) de US$4.000.000.000, que anunció el presidente Sebastián Piñera en Cadena nacional.
Producto de las movilizaciones Lavín bajó su popularidad de un 70% a un 46% de aprobación.

### Ministerio de Desarrollo Social
El 18 de julio de 2011 tras un cambio de gabinete, deja la cartera de educación y asume la cartera como ministro de Planificación (MIDEPLAN). El 13 de octubre de 2011 fue promulgado el proyecto de ley que creó el Ministerio de Desarrollo Social, el cual reemplazó al MIDEPLAN. El 6 de junio de 2013, Lavín renunció al ministerio, para asumir como generalísimo del precandidato presidencial de la UDI, Pablo Longueira.

## Vuelta a la Academia
Después del término del gobierno de Sebastián Piñera, Lavín retomó su actividad académica, siendo Decano de la Facultad de Economía de la Universidad del Desarrollo hasta enero de 2016.

## Historial electoral
| Año  | Tipo                     | Territorio          | Pacto                    | Partido | Votos     | %     | Resultado           |
| ---- | ------------------------ | ------------------- | ------------------------ | ------- | --------- | ----- | ------------------- |
| 1989 | Parlamentarias           | 23.º distrito       | Democracia y Progreso    | UDI     | 36 379    | 19.34 | no elegido diputado |
| 1992 | Municipales              | Las Condes          | Participación y Progreso | UDI     | 34 234    | 31.06 | Alcalde             |
| 1996 | Municipales              | Las Condes          | Unión por Chile          | UDI     | 86 702    | 77.76 | Alcalde             |
| 1999 | Presidenciales           | Chile               | Alianza por Chile        | UDI     | 3 352 199 | 47.51 | segunda vuelta      |
| 1999 | Presidenciales           | Chile               | Alianza por Chile        | UDI     | 3 495 569 | 48.69 | no elegido          |
| 2000 | Municipales              | Santiago            | Alianza por Chile        | UDI     | 73 088    | 60.99 | Alcalde             |
| 2005 | Presidenciales           | Chile               | Alianza por Chile        | UDI     | 1 612 608 | 23.23 | no elegido          |
| 2009 | Parlamentarias           | 6.ª circunscripción | Coalición por el Cambio  | UDI     | 103 762   | 27.85 | no elegido senador  |
| 2016 | Municipales              | Las Condes          | Chile Vamos              | UDI     | 67 120    | 78.67 | Alcalde             |
| 2021 | Primarias presidenciales | Chile               | Chile Vamos              | UDI     | 420 691   | 31.30 | no elegido          |